# メスカルティタン
メスカルティタン(Mexcaltitán) はメキシコ合衆国・ナヤリット州の湖に浮かぶ人工島の小都市である。
州都のサンティアゴ・イスクイントラから約36km北西に所在する。
アステカの神話上の故郷の地、アストランであったとされる（諸説あり）。
1091年、アステカ族はウィツィロポチトリの神託を受け、メスカルティタンを出て理想郷を探す長い旅に出る。
そしてついに辿りついた湖の島に1325年に建設されたのがテノチティトランであり、1521年にコンキスタドールの侵略を受けてメキシコシティとなった。
現在のメスカルティタンは人口895人(2005年)。
観光地として栄えており、2001年にはプエブロ・マヒコに真っ先に選出された。（しかし2009年に除外された。）
近隣のラ・バタンガから6km、エル・マタデロから2kmの位置にあり、いずれの町からも船でアクセスできる。